# Elk Grove (Wisconsin)
Elk Grove es un pueblo ubicado en el condado de Lafayette en el estado estadounidense de Wisconsin. En el Censo de 2010 tenía una población de 551 habitantes y una densidad poblacional de 5,87 personas por km².

## Geografía
Elk Grove se encuentra ubicado en las coordenadas 42°40′56″N 90°22′1″O / 42.68222, -90.36694. Según la Oficina del Censo de los Estados Unidos, Elk Grove tiene una superficie total de 93.93 km², de la cual 93.93 km² corresponden a tierra firme y (0%) 0 km² es agua.

## Demografía
Según el censo de 2010, había 551 personas residiendo en Elk Grove. La densidad de población era de 5,87 hab./km². De los 551 habitantes, Elk Grove estaba compuesto por el 95.28% blancos, el 0.18% eran afroamericanos, el 0.73% eran amerindios, el 1.09% eran asiáticos, el 0% eran isleños del Pacífico, el 2.18% eran de otras razas y el 0.54% pertenecían a dos o más razas. Del total de la población el 2.9% eran hispanos o latinos de cualquier raza.